# Juan Martín Faló
Juan Martín Faló fue el segundo alcalde de La Higuerita, nombrado desde La Redondela en el año 1800, cuando el pueblo sólo contaba 45 años de existencia. Fue bisabuelo del primer armador de Isla Cristina, Juan Martín Cabet, quien introdujera la tarrafa en las costas andaluzas a partir de Isla Cristina, desde Boston, donde el propio Juan Martín descubrió dicho arte de pesca.